# Hans Reich (Bankmanager)
Hans W. Reich (* 25. Februar 1941 in Breslau, Schlesien) ist ein deutscher Bankmanager. Er ist verheiratet und hat ein Kind.
Von 1957 bis 1960 machte er eine Banklehre bei der Dresdner Bank AG in Gelsenkirchen. Zwischen 1963 und 1965 absolvierte er eine Ausbildung zum Bankfachwirt bei der Bankakademie e. V. Wiesbaden / Dortmund.

## Leben
Von 1961 bis 1966 war Reich im Kreditsekretariat der Dresdner Bank tätig. 1966 erfolgte der Eintritt in die Exportkreditabteilung der KfW. Im Jahr 1971 wurde er Unterabteilungsleiter und 1978 Abteilungsleiter in der Exportfinanzierung und 1980 Abteilungsdirektor. 1987 wurde Reich Hauptabteilungsleiter der Abteilung Sonderexportfinanzierung und 1988 stellvertretender Direktor. Ab 1989 war er Direktor der KfW und ab 1990 Mitglied des Vorstands der KfW. Vom 1. Oktober 1999 bis zu seinem altersbedingten Ausscheiden am 11. September 2006 war Reich Sprecher des Vorstands der KfW. Seine Nachfolgerin wurde Ingrid Matthäus-Maier.

## Mitgliedschaften
Er ist Mitglied in folgenden Aufsichtsräten:
- Citigroup Global Markets AG & Co. KGaA, Frankfurt a. M.
- DePfa Bank plc., Dublin seit März 2002[1]
- HUK-COBURG Haftpflicht-Unterstützungs-Kasse kraftfahrender Beamter Deutschlands a. G., Coburg seit Juli 2000[1]
- HUK-Coburg-Holding AG, Coburg seit Juli 2000[1]

Hans Reich war Mitglied in folgenden Gremien:
- Vorsitzender des Aufsichtsrats der Aareal Bank AG, Wiesbaden, von 16. Juni 2004 bis 22. Mai 2013[2]
- Aufsichtsratsmitglied der Aareal Bank AG, Wiesbaden, von 1. Juli 2002 bis 16. Juni 2004[3]
- Aufsichtsratsmitglied der Deutschen Post AG von September 2004[1] bis 30. September 2006[4]
- Aufsichtsratsmitglied der Deutschen Telekom AG von 27. Mai 1999[1] bis 3. Mai 2006[5]
- Aufsichtsratsmitglied der RAG AG von November 2000[1] bis 3. Juni 2005[6]
- Stellvertretender Vorsitzender des Aufsichtsrates der IKB Deutschen Industriebank AG von September 1999[1] bis 31. August 2006[7]
- Aufsichtsratsmitglied der ThyssenKrupp Steel AG von Juli 2000[1] bis 30. September 2009[8]